# Signalisation routière en Corée du Sud
La signalisation routière en Corée du Sud désigne les règles, des panneaux et les marques de circulation pour le réseau routier sud-coréen,.

## Panneaux d'avertissement

Carrefour
Jonction en T
Jonction en Y
Route secondaire à droite
Route secondaire à gauche
Jonction prioritaire
Le trafic fusionne à droite
Le trafic fusionne par la gauche
Rond point
Passage à niveau
Traversée de tramway
Courbe vers la droite
Courbe vers la gauche
Double virage, le premier à droite
Double virage, le premier à gauche
Circulation bidirectionnelle
Colline ascendante
Colline descendante
La route se rétrécit
La route se rétrécit à gauche
La route se rétrécit à droite
Rester à droite sur la chaussée
Passer de chaque côté
Début de la voie rapide
Fin de la voie rapide
Feux de circulation
Surface glissante
Quai
Une surface irrégulière
Des ralentisseurs
Chutes de pierres
Passage piéton
Enfants
Cyclistes
Travaux
Avions
Vent de travers
Tunnel
Pont
Traversée d'animaux sauvages
Autres dangers
Embouteillage

## Panneaux d'interdiction

Route fermée à la circulation de transit
Interdiction des véhicules à moteur
Interdiction des camions
Interdiction des bus
Interdiction des motos
Interdiction des appareils de mobilité personnelle
Interdiction de tous les véhicules à moteur
Interdiction des motoculteurs, tracteurs ou charrettes à bras
Interdiction aux cyclistes
Interdiction d'entrée
Interdiction d'aller tout droit
Interdiction de tourner à droite
Interdiction de tourner à gauche
Interdiction de faire demi-tour
Interdiction de dépasser
Interdiction de s'arrêter ou de stationner
Interdiction de stationner
Limite de poids maximale
Limite de hauteur
Limite de largeur
Distance minimale de sécurité entre les véhicules
Limite de vitesse maximale
Limite de vitesse minimum
Ralentir
Arrêt
Cédez le passage
Interdiction aux piétons
Interdiction des véhicules transportant des substances dangereuses

## Panneaux d'instructions obligatoires

Véhicules à moteur uniquement
Vélos uniquement
Vélos et piétons uniquement
Tramways uniquement
Rond point
Aller tout droit
Tournez à droite
Tourner à gauche
Allez tout droit ou tournez à droite
Allez tout droit ou tournez à gauche
Tourner à gauche ou à droite
Demi-tour
Passer de chaque côté
Passer à droite
Passer à gauche
Suivez la direction sur les voies
Dérivation
Terrain de stationnement
Parking à vélos
Piétons uniquement
Passage piéton
Passage pour personnes âgées
Enfants traversant
Traversée de handicapées
Traversée de vélos
Sens unique
Sens unique
Sens unique
Voie de bus seulement
Voie de tramway uniquement
Voie réservée aux VMO
Le trafic circulant dans le sens de la flèche blanche est prioritaire.
Autoriser les vélos à circuler côte à côte
Zone de la ville

## Panneaux d'ancien[Quoi ?]

Jonction prioritaire
Éclaboussures d'eau stagnante
Cyclistes
Interdiction d'entrée
Interdiction de traverser la circulation
Interdiction de s'arrêter ou de stationner
Interdiction de stationner
Utilisation obligatoire de pneus neige ou de chaînes
Zone de sécurité
Zone de sécurité
Piétons uniquement
Passage piéton
Passage école
Passage école
Mise en distribution générale